# Ева Тепавичарова
Ева Тепавичарова е българска актриса.

## Биография
Родена е на 12 април 1979 г. в София. Средното си образование завършва в 7 СОУ „Свети Седмочисленици“. Учи Българска филология в Софийски университет „Св. Климент Охридски“.
През 2000 – 2001 г. учи актьорско майсторство за куклен театър в НАТФИЗ „Кръстьо Сарафов“ в класа на професор Жени Пашова, а през 2005 г. завършва актьорско майсторство за драматичен театър в класа на проф. Крикор Азарян.
В периода 2006 – 2009 г. е щатна актриса в драматично-кукления театър във Враца. От 2011 г. е част от трупата на Народен театър „Иван Вазов“. Между 2008 и 2010 г. преподава актьорско майсторство в детски актьорски школи в МОНТФИЗ. През октомври 2013 г. създава своя детско-юношеска школа „Театрално Студио Кактус“.

## Филмография

### Роли в театъра
- „Две“ – Народен театър „Иван Вазов“

#### Роли в учебния театър в НАТФИЗ
- „Вампир“
- „История с метранпаж“
- „Полет над кукувиче гнездо“
- „Женитба“
- 2005 година – „Приказки от Виенската гора“

#### Държавен куклен театър Враца
- 2003 година – „Къщата на Иван“
- 2006 – 2007 година – „Училище за жени“
- 2008 година – „Хоровод“

### Роли в телевизията
- „Столичани в повече“ (2011 – 2014; 2017 – 2018)
- 2019 година – „Absentia“

### Филми
в които участва:
- 2019 година – „Ореол“ (кратък филм)